# عسل الحب المر (فلم)
عسل الحب المرأو  دنيا اللهفيلم دراما للمخرج حسن الإمام عام 1985 كتبه وحيد حامد وهو مأخوذ عن القصة القصيرة «دنيا الله» للكاتب نجيب محفوظ، كتب السيناريو والحوار عصام الجمبلاطي. الفيلم من بطولة نور الشريف، سعيد صالح، معالي زايد، وسناء يونس  وتدور الأحداث حول البائعة المتجولة الفقيرة ياسمين واتفاقها مع عشيقها اللص حمودة على خداع إبراهيم، الساعي في إحدى الشركات، وإيهامه بأنها تحبه، وتجعله يقوم بسرقة مرتبات موظفي الشركة التي يعمل بها ثم تقوم مع عشيقها بسرقته. يخدعها حمودة ويسرق النقود ويتزوج من عشيقة أخري، ويذهب إبراهيم إلى الشرطة لتسليم نفسه.
صدر الفيلم إلى دور العرض المصرية في 4 مارس 1985.
منح موقع قاعدة بيانات الأفلام العربي «السينما.كوم» الفيلم درجة 4.8/ 10.

## طاقم التمثيل
نور الشريف: في دور إبراهيم براءة (فراش الشركة)
سعيد صالح: في دور حمودة الهجام (لص وبائع السوق السوداء)
معالي زايد: في دور ياسمين (بائعة متجولة)
إسعاد يونس: في دور عزيزة بربوني (صاحبة مطعم أسماك)
سناء يونس: في دور أم الخير (زوجة إبراهيم براءة وتعمل في غسيل الملابس)
المنتصر بالله: في دور سمير ممدوح (موظف بالشركة)
عبد الوهاب خليل: في دور مصطفى (موظف بالشركة)
محمد عبد المجيد: في دور أحمد عبد المجيد (موظف بالشركة)
ليلى جمال: في دور فوزية (موظفة بالشركة)
مصطفى كريم: في دور فهمي الجندي (موظف بالشركة)
ماجدة حمادة: في دور رجاء (حبيبة فهمي)
شفيق جلال: في دور لطفي جمال الدين (موظف بالشركة)
محمود الزهيري: في دور كامل بيه (مدير إدارة المشتريات)
علية علي: في دور رمزية (زوجة أحمد عبد المجيد)
سعيد طرابيك: في دور مدير الفرع الرئيسي للشركة
حسين الشريف: في دور ضابط شرطة
ثريا عز الدين: في دور زوجة سمير
سمير رستم: في دور ضابط شرطة
حسين الإمام: في دور رجل من رواد السينما
عبد الله محمود: في دور صديق وزميل حمودة
بالاشتراك مع: فوزية أبو زيد – حللي محمد – محمد إمام – قدرية كامل – نادية شكري – محمد العربي 

## أحداث الفيلم
مجموعة من الموظفين تعمل في نفس الشركة ولكل واحد منهم مشكلته الخاصة، فوزية (ليلى جمال) السيدة والأم المطلقة التي تأتي إلى العمل بأكياس الخضروات لطهيها في العمل، ولطفي جمال الدين (شفيق جلال) الذي يرفض أن يقدم لها ساندويتش للإفطار إلا بعد استعطافه، ومصطفى (عبد الوهاب خليل) الذي يشتكي ضيق ذات اليد وينتظر مولوداً جديداً، وأحمد عبد المجيد (محمد عبد المجيد) الموظف المسن المنتظر دائما لأول الشهر لإستلام مرتبه، والشاب فهمي الجندي (مصطفى كريم) الذي رفضه أهل حبيبته رجاء (ماجدة حمادة) لفقره، وأيضا سمير ممدوح (المنتصر بالله) الذي يستقبل في بيته لاعبي القمار وعلى رأسهم كامل بيه (محمود الزهيري) مدير إدارة المشتريات الذي يشترط أن يفوز وإلا يسب ويلعن سمير ويتحرش بزوجته (ثريا عز الدين).
يقوم إبراهيم براءة (نور الشريف)، فراش الشركة، بخدمة هذه المجموعة من الموظفين، وفي بيته يسمع من زوجته أم الخير (سناء يونس) كل أنواع السباب وكلمات اليأس من عيشتهم البائسة واضطرارها للعمل في غسيل ملابس كثير من الأسر لتغطية نفقات الحياة. يذهب إبراهيم إلى المقهى البلدي كل ليلة ليسرق بعض الوقت مرتديا ملابس مناسبة ويتمتع بأن يناديه القهوجي قائلاً: «أهلاً يا عمدة»، ويتمتع أيضا بمشاهدة البائعة المتجولة ياسمين (معالي زايد) التي تعشق حمودة الهجام (سعيد صالح) اللص وبائع السوق السوداء، والذي يكشف لها سر إبراهيم براءة وأنه يمكن استغلال عمله في الشركة لسرقة رواتب الموظفين التي يستلمها من الخزينة الموجودة بمقر الشركة الرئيسي ويحملها إلى الفرع وتوزع على مجموعة الموظفين الستة. ويتم ما خطط له حمودة، ويستلم إبراهيم الرواتب ويسارع لمقابلة ياسمين، بينما يصل الموظف المسن، أحمد، إلى بيته وهو في حالة انهيار لتقابله زوجته رمزية (علية علي) وتسلمه مظروف تركه له إبراهيم براءة وبداخله راتبه بالكامل. يصل إبراهيم وبصحبته ياسمين إلى أبو قير لتبدأ رحلة استمتاع إبراهيم بمعشوقته والحقيبة المتخمة بالمال. تفشل الخطة التي وضعها فهمي وحبيبته رجاي للهروب سوياً ومن ثم الزواج، حيث أن الشاب راتبه قد سرق. تظل ياسمين، أثناء إقامتها مع إبراهيم، تعده بالزواج عندما يحضر ابن عمها، بينما حمودة يتوجه لحبيبته القديمة عزيزة بربوني (إسعاد يونس) التي ورثت مطعم الأسماك من المعلم مدبولي تاجر الأسماك المسن، الذي تزوجته بعد رفض والدها زواجها من حمودة بسبب سوء سلوكه. يعد حمودة حبيبته بالزواج بعد الحصول على المال المسروق، بينما يغرق إبراهيم حبيبته ياسمين في الهدايا والمجوهرات. تنشر صورة إبراهيم في كل الصحف ويعترف لياسمين بالحقيقة كما تصارحه هي أيضاً بخطتها للحصول على المال المسروق. تبدأ مشاجرة بينهم تنتهي بضربة شديدة على رأس إبراهيم يفقد معها الوعي، وتسلبه ياسمين ما تبقى من المال، وتسارع إلى حمودة لتجده في حفل زفافه على عزيزة. يستولى حمودة على المال ويوهم ياسمين أن إبراهيم قد مات، وفي طريقهم للفرار تنقلب السيارة بحمودة وعزيزة بينما تفر ياسمين وتعترف للشرطة بكل شيء وكذلك يفعل إبراهيم.

## تعليقات
كتب محمد عبد الرحمن على موقع صحيفة اليوم السابع في 11 أغسطس 2020: "فيلم "عسل الحب المر" عام 1985، وهو مأخوذ عن قصة قصيرة بعنوان "دنيا الله" من المجموعة القصصية التي تحمل نفس الاسم، للأديب العالمى نجيب محفوظ.

## وصلات خارجية
- مقالات تستعمل روابط فنية بلا صلة مع ويكي بيانات
- عسل الحب المر على موقع الدهليز